# Sziszkowica (szczyt górski)
Sziszkowica (bułg. Шишковица) – szczyt pasma górskiego Riła, w Bułgarii, o wysokości 2669 m n.p.m.